# Ed Helms
Edward Paul "Ed" Helms (24 de janeiro de 1974) é um ator e comediante estadunidense, mais conhecido por seu trabalho como correspondente no The Daily Show with Jon Stewart e pelos papéis de Andrew Bernard na versão americana da série humorística The Office e Dr.Stuart Price no filme The Hangover. Em 2015 participou do novo filme da franquia Vacation (filme).

## Filmografia
| Ano  | Filme                                          | Papel                         | Notas                     |
| ---- | ---------------------------------------------- | ----------------------------- | ------------------------- |
| 2004 | Blackballed: The Bobby Dukes Story             | Bunker McLaughlin             |                           |
| 2005 | Zombie-American                                | Glen the Zombie               |                           |
| 2006 | Everyone's Hero                                | Hobo Louie                    | Voz                       |
| 2007 | Evan Almighty                                  | Ark Reporter                  |                           |
| 2007 | I'll Believe You                               | Leon                          |                           |
| 2007 | Walk Hard: The Dewey Cox Story                 | Stage Manager                 |                           |
| 2008 | Semi-Pro                                       | Turtleneck                    |                           |
| 2008 | Confessions of a Shopaholic                    | Garret E. Barton              | Não creditado             |
| 2008 | Meet Dave                                      | No. 2 - Em segundo comando    |                           |
| 2008 | Harold & Kumar Escape from Guantanamo Bay      | Intérprete                    |                           |
| 2008 | Lower Learning                                 | Maurice                       |                           |
| 2009 | Manure                                         | Chet Pigford                  |                           |
| 2009 | Monsters vs. Aliens                            | News Reporter                 | Voz                       |
| 2009 | Night at the Museum: Battle of the Smithsonian | Museum Worker                 | Não creditado             |
| 2009 | The Hangover                                   | Dr. Stu Price                 |                           |
| 2009 | The Goods: Live Hard, Sell Hard                | Paxton Harding                |                           |
| 2011 | Cedar Rapids                                   | Tim Lippe                     |                           |
| 2011 | Jeff Who Lives At Home                         | Pat                           | Pós-Produção              |
| 2011 | The Hangover: Part II                          | Dr. Stu Price                 |                           |
| 2012 | The Lorax                                      | Umavez-ildo                   | Voz                       |
| 2013 | The Hangover: Part III                         | Dr. Stu Price                 |                           |
| 2015 | Vacation                                       | Nick Grisword                 |                           |
| 2015 | O Natal dos Coopers                            | Hank                          |                           |
| 2016 | Kevin Hart: What Now?                          | Bartender                     |                           |
| 2017 | The Clapper                                    | Eddie Krumble                 | Ator/Produtor             |
| 2017 | Captain Underpants: The First Epic Movie       | Mr. Krupp/ Captain Underpants | Voz                       |
| 2017 | Mune: Guardian of The Moon                     | Spleen                        | Voz                       |
| 2017 | I Do... Until I Don't                          | Noah Brewing                  |                           |
| 2017 | Chappaquiddick                                 | Joe Gargan                    |                           |
| 2017 | Father Figures                                 | Peter Reynolds                |                           |
| 2018 | A Futile and Stupid Gesture                    | Tom Snyder                    | Ator/Produtor Executivo   |
| 2018 | Tag                                            | Hogan ''Hoagie'' Malloy       |                           |
| 2019 | Corporate Animals                              | Brandon                       | Voz/Pós-produção/produtor |

### Televisão
| Ano             | Show                               | Papel            | Notas                                 |
| --------------- | ---------------------------------- | ---------------- | ------------------------------------- |
| 2002 - 2006     | The Daily Show                     | Correspondente   | 480 episódios                         |
| 2004            | Arrested Development               | James            | único episódio                        |
| 2004            | Cheap Seats: Without Ron Parker    | Bradley Wallace  | Dois episódios                        |
| 2005            | Lies and the Wives We Tell Them To |                  | Filme para televisão                  |
| 2005            | Sunday Pants                       | Neil the Angel   | único episódio; apenas a voz          |
| 2006            | The Colbert Report                 | Narrador         | único episódio                        |
| 2006            | Samurai Love God                   | Samurai Love God | Minissérie de televisão; apenas a voz |
| 2008            | Upright Citizens Brigade: Asssscat | Guest Monologist | Filme para televisão                  |
| 2008            | American Dad!                      | Mr. Buckley      | único episódio; apenas a voz          |
| 2009            | Family Guy                         |                  | único episódio; apenas a voz          |
| 2006 - 2013     | The Office                         | Andy Bernard     |                                       |
| 2011            | Saturday Night Live                | Host             | episódio 701                          |
| 2011            | Wilfred                            | Daryl            | único episódio                        |
| 2011            | NTSF:SD:SUV::                      | Ed               | único episódio                        |
| 2012 - presente | The Mindy Project                  | Dennis           | recorrente                            |
| 2014            | Brooklyn Nine-Nine                 | Jack Danger      | Episódio 208                          |